# Monasterio de Santa María de Huerta
El monasterio de Santa María la Real de Huerta es un cenobio cisterciense que se encuentra en la localidad de Santa María de Huerta, provincia de Soria (España). Son tierras de la antigua frontera castellana entre el reino de Castilla y el de Aragón. El monasterio se construyó entre los siglos XII y XVI.

## Historia

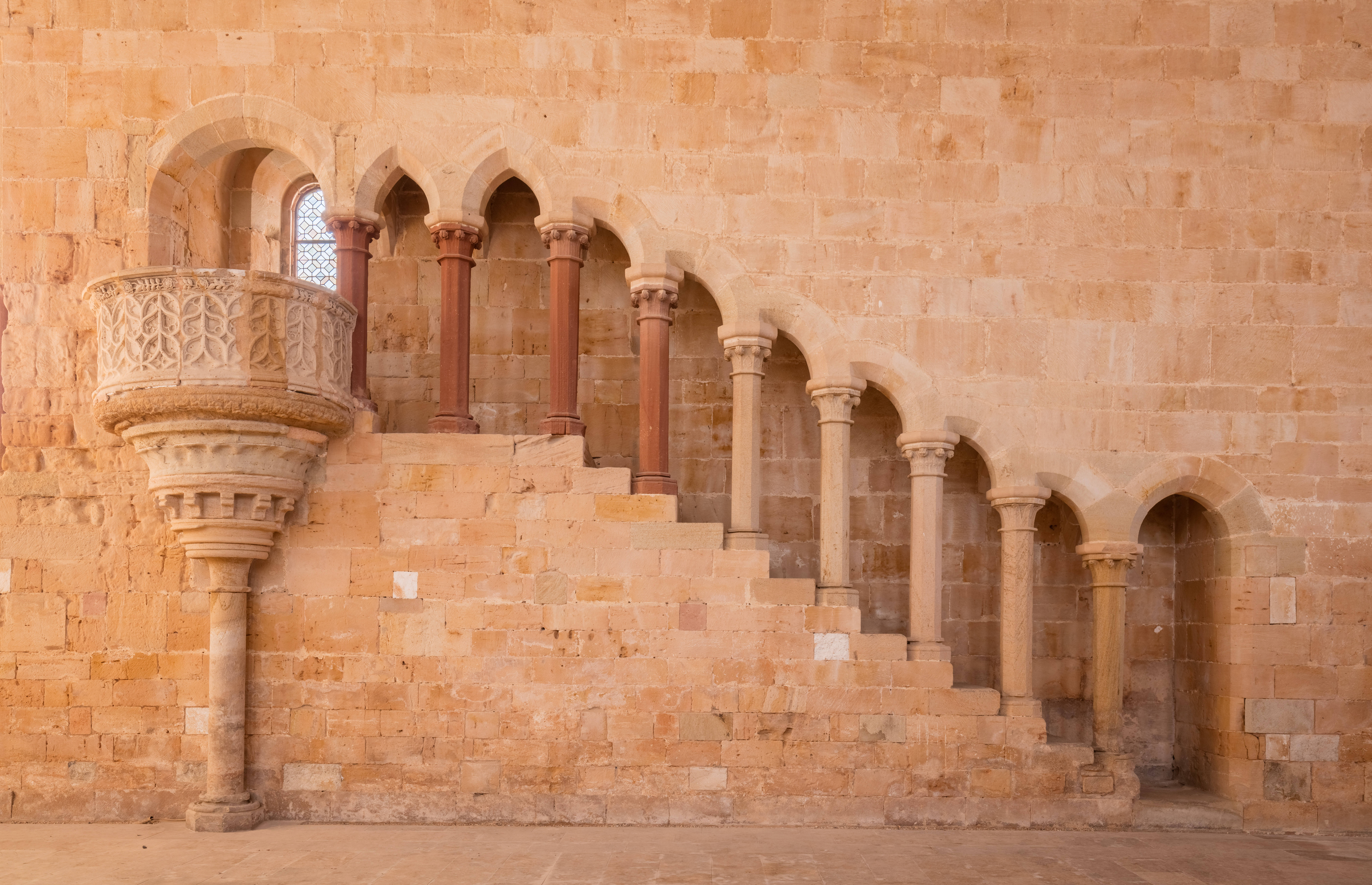
El refectorio, la joya del monasterio.

Su fundación se debe al rey Alfonso VII, en cumplimiento de una promesa que hizo en el cerco de Coria. Para este proyecto, el rey trajo en 1142, desde la abadía de Berdoues en Gascuña (Francia), una comunidad de monjes cistercienses, con su abad Rodulfo, que se alojó en un edificio muy pobre construido en un paraje llamado Cántabos, situado en el municipio de Fuentelmonge. El lugar elegido tenía escasez de agua y se decidió un traslado a las tierras cercanas al río Jalón, que se llevó a cabo en 1162.
San Martín de Hinojosa fue el cuarto abad del cenobio. Fue nombrado obispo de Sigüenza pero renunció y regresó al monasterio, donde hizo grandes obras y transformaciones hasta convertir el primitivo edificio en otro de mayores dimensiones y de verdaderos rasgos cistercienses, que todavía perdura. Alfonso VIII de Castilla puso la primera piedra de esta nueva construcción el 20 de marzo de 1179. Se cree que las obras fueron realizadas bajo la dirección del maestro de la catedral de Sigüenza. Avanzaron muy deprisa gracias a la protección real y a las abundantes donaciones.

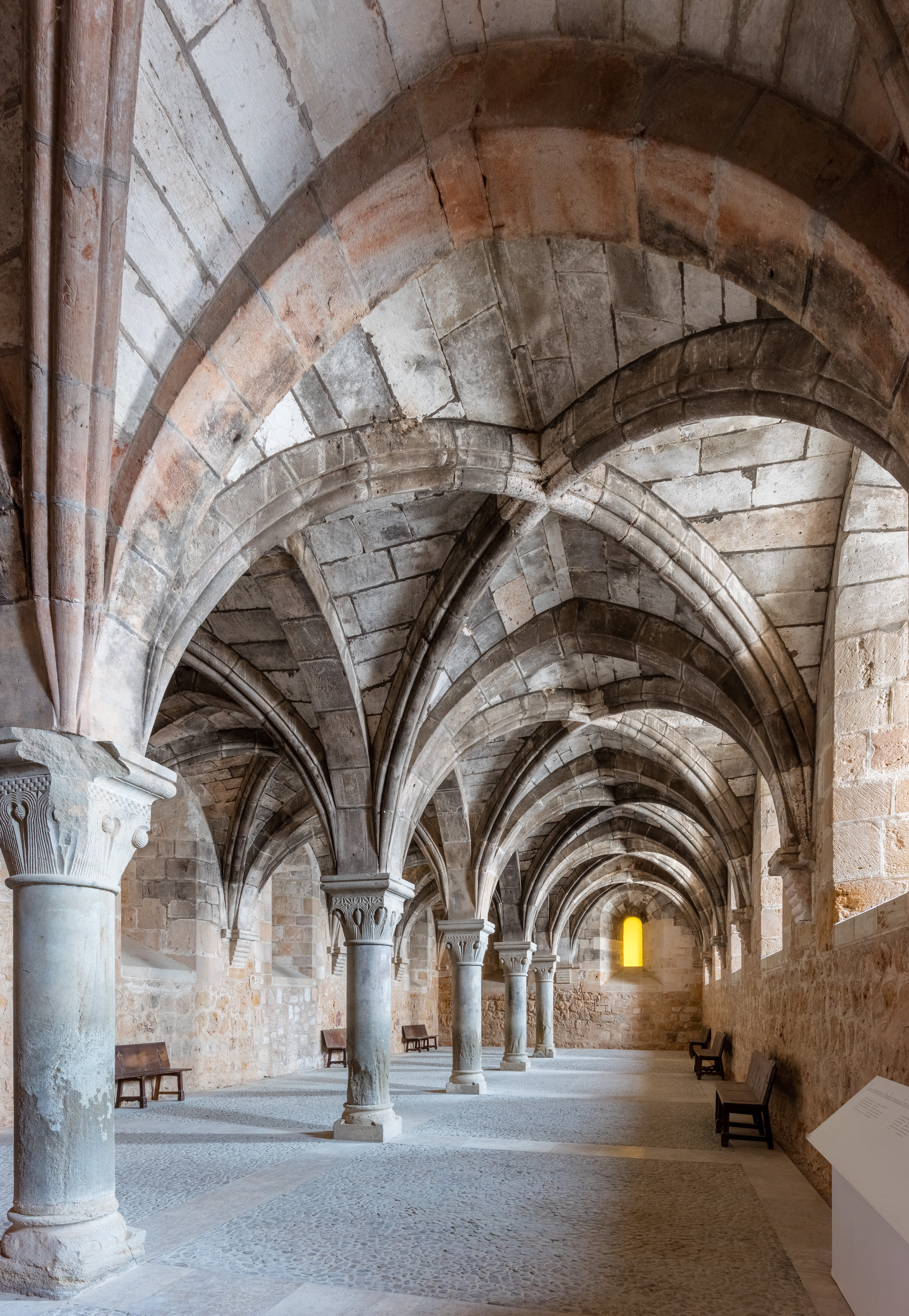
Sala de los conversos.

Uno de los grandes patrocinadores de este monasterio fue el arzobispo de Toledo, Rodrigo Ximénez de Rada, sobrino de Martín de Hinojosa. En su testamento firmado en París en abril de 1201 dispuso que lo enterraran en dicho monasterio. A lo largo de los años este centro recibió muchas donaciones y limosnas, enriqueciendo constantemente su patrimonio. Muchos de los concilios de la Orden del Císter se celebraron en este lugar. 
Patrocinadores importantes fueron los señores de Molina que eligieron el monasterio para su sepultura, incluyendo al primer titular del señorío, el conde Manrique Pérez de Lara, así como su hijo Pedro, ambos enterrados, junto con otros miembros de su linaje, en el panteón de los condes de Molina ubicado en el claustro gótico. También fueron bienhechores del monasterio los reyes de Aragón Alfonso II y Pedro II.
En 1215, Martín Muñoz, mayordomo mayor de Enrique I y sobrino del abad Martín de Finojosa, costeó las obras del refectorio. En el siglo XVI obtuvo ayudas y beneficios de Carlos I y Felipe II. Se levantaron otras construcciones y se agrandó el complejo monástico.
En 1833, con arreglo a la Desamortización de Mendizábal, fueron expulsados los monjes y sólo quedó la iglesia como parroquia. Enrique de Aguilera y Gamboa, marqués de Cerralbo, hizo un estudio exhaustivo de todo el monumento, haciéndose cargo de dar a conocer toda la historia y el inventario de las obras de arte. Gracias a su labor, este monasterio pudo salvarse de la ruina total. En 1882 fue declarado monumento nacional.
Desde 1930 reside en el monasterio una comunidad de monjes de la Orden Cisterciense de la Estrecha Observancia (OCSO). En la actualidad, la comunidad está formada por unos 24 hermanos, y el abad del monasterio es Isidoro María Anguita.
Fue utilizado como campo de concentración de prisioneros republicanos por el incipiente régimen franquista durante el año 1939. En algunos momentos superó los dos mil internados, recibiendo en el mes de abril (tras el fin de la Guerra Civil) a 4649 hombres evacuados desde otros campos. El hacinamiento y las terribles condiciones higiénicas provocaron diversas enfermedades, incluso una epidemia de sarna, entre los internados. El sacerdote del pueblo se quejó a las autoridades de que muchos fieles no acudían al templo por temor a ser contagiados, y finalmente el campo acabó clausurándose para evitar riesgos a la población.

## El recinto

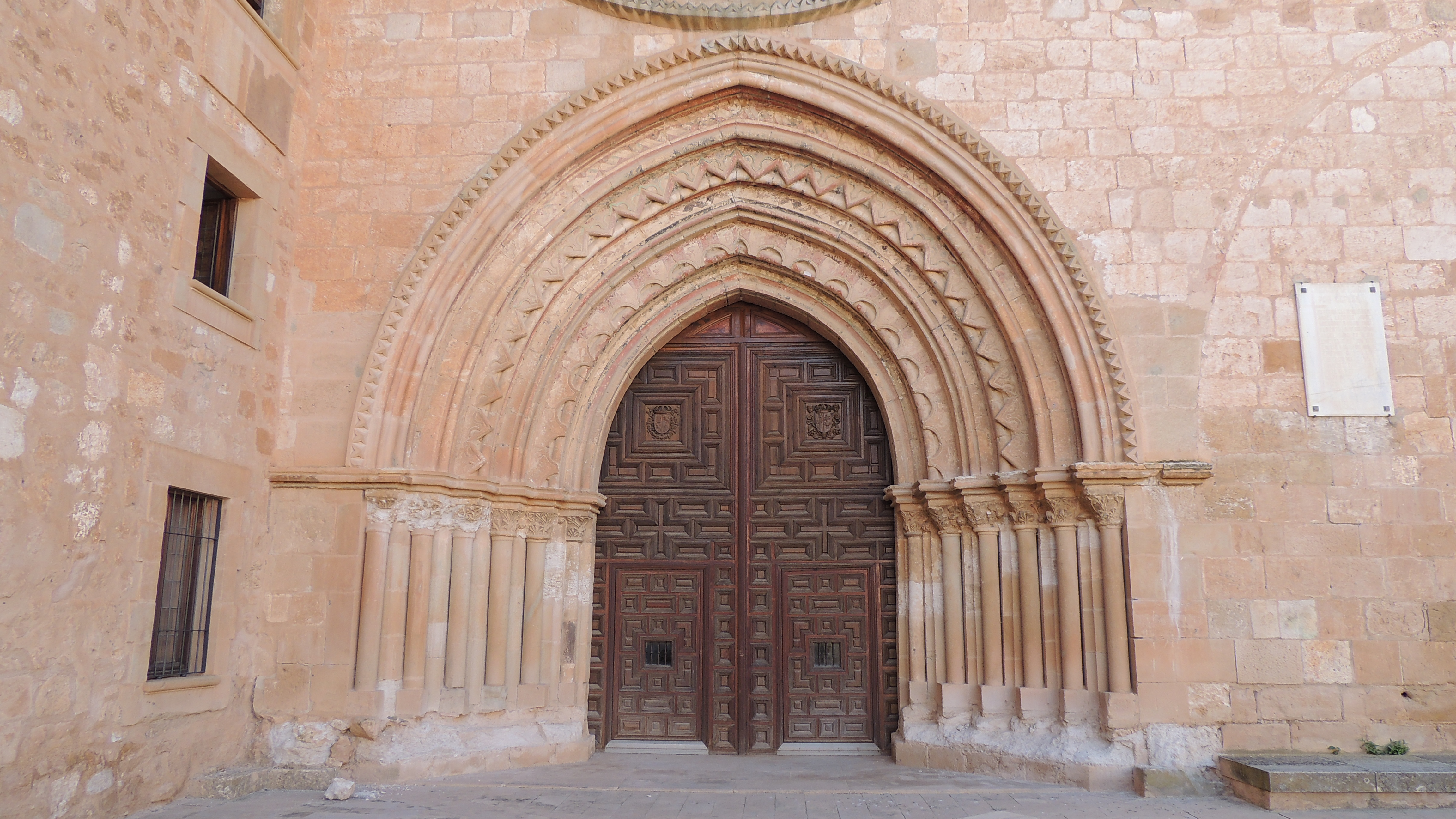
Portada de la iglesia.

Todas las dependencias del monasterio (iglesia, claustro, huerta, panera (silo), bodegas, almacenes, campos de labor, etc.) están rodeadas de un muro con ocho cubos almenados. En el siglo XVI se rehízo la entrada ennobleciendo la puerta en cuyo frontón puede verse una imagen de la Virgen. En 1771 la puerta fue agrandada con un cuerpo superior que presenta otro frontón adornado con la jarra de azucenas, símbolo de pureza relacionado siempre con la Virgen María. La puerta da acceso a un atrio o plaza donde se encuentra a la izquierda la casa curato que en origen fue celda abacial, portería general y mayordomía. Enfrente está la fachada de la iglesia con un gran rosetón cuyos radios son columnillas, y una puerta de arco apuntado con molduras lisas y molduras de dientes de sierra. Los edificios que fueron monasterio propiamente dicho fueron construidos en el siglo XVI y sólo se conserva de finales del XII la cilla, el refectorio de conversos y la iglesia, con algunas modificaciones de otros siglos y reconstruida y recuperada recientemente.

### La iglesia

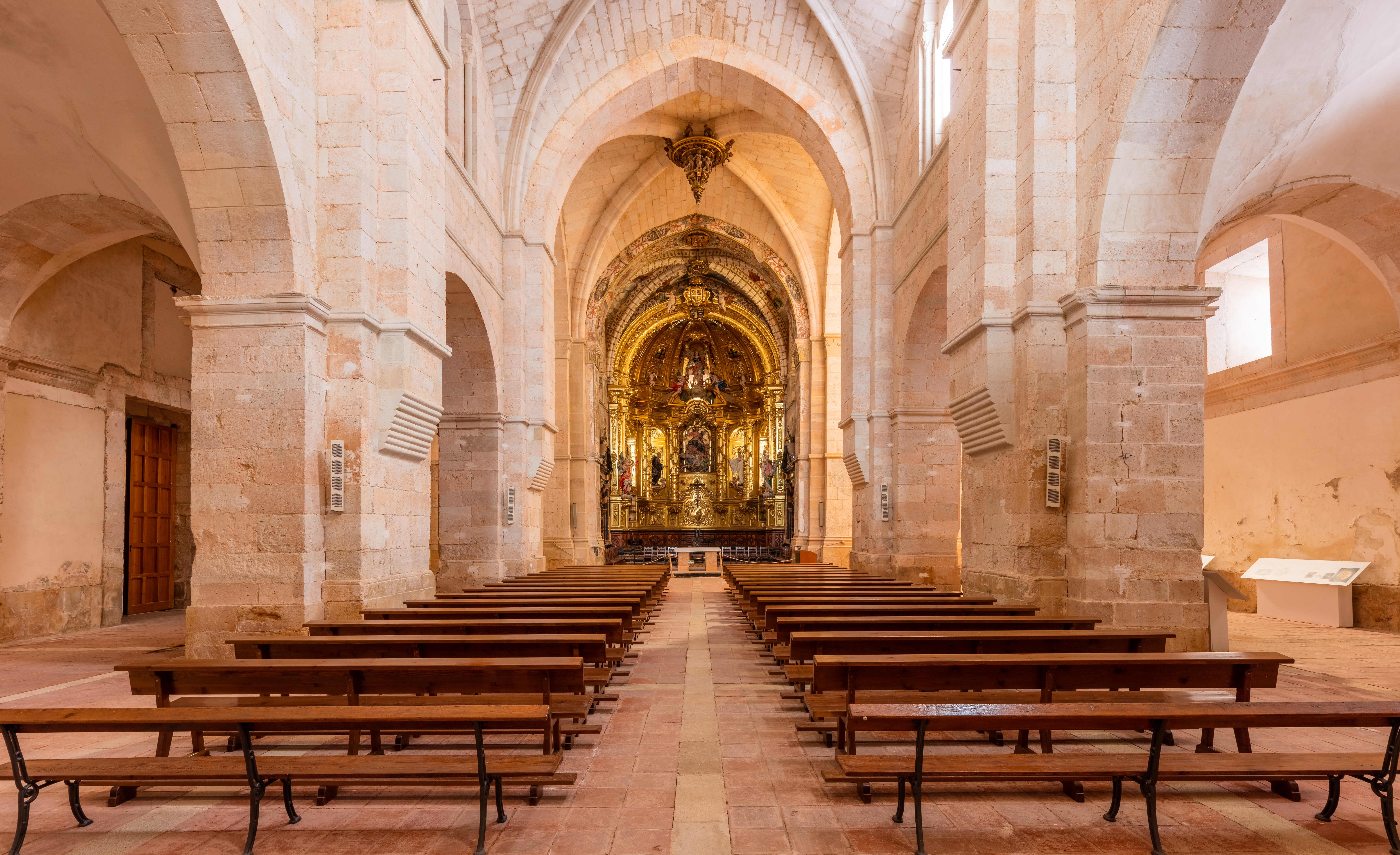
Interior de la iglesia, con el retablo mayor al fondo.

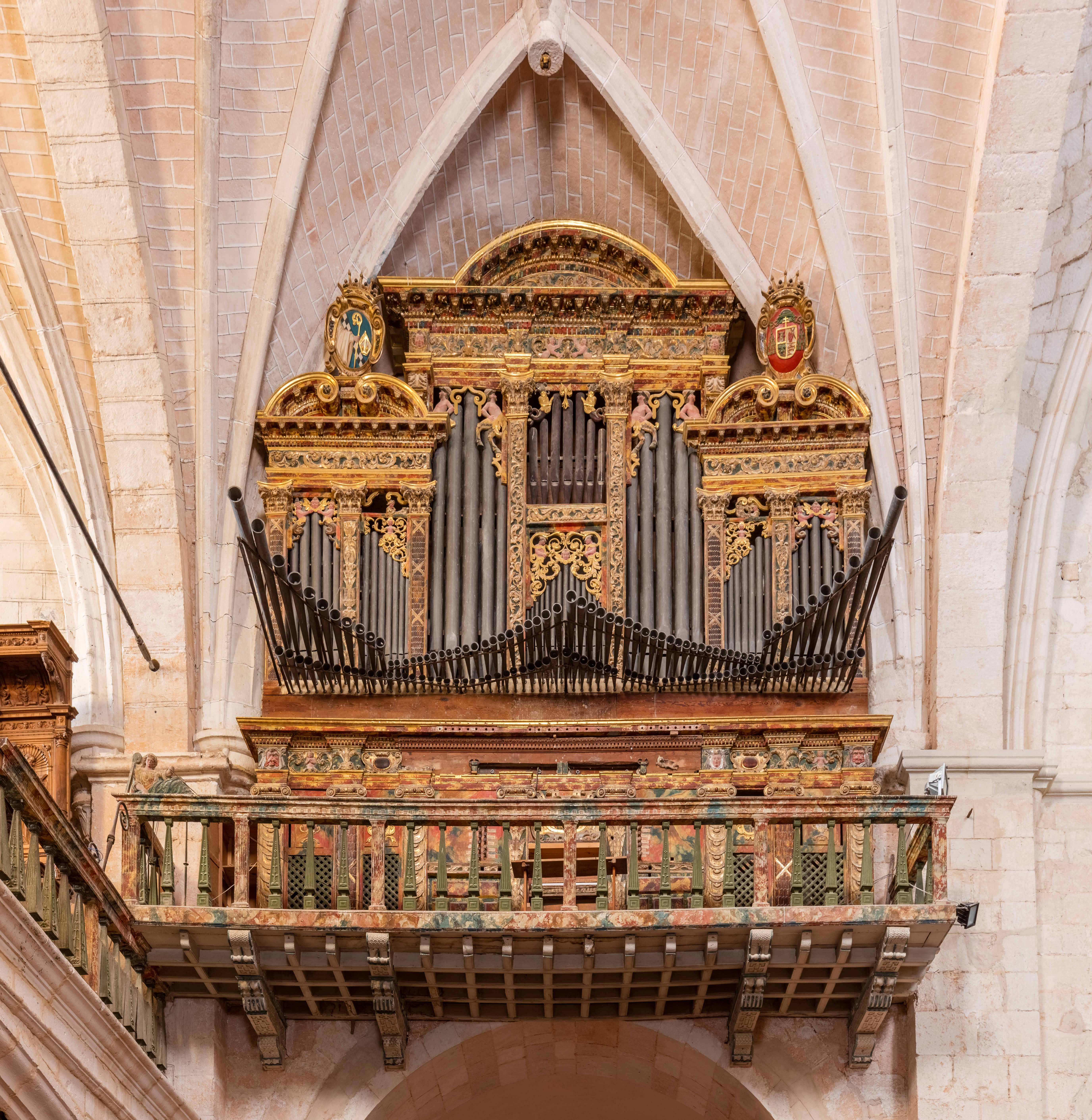
Órgano de la iglesia.

Fue fundada y colocada la primera piedra por Alfonso VIII de Castilla, el 20 de marzo de 1179. A finales del siglo XVIII se hicieron obras y cambios clasicistas. Se empezó a construir por el ábside semicircular. Las obras no se alargaron demasiado en el tiempo, con excepción de los cuatro últimos tramos de las naves, que fueron terminados ya entrado el siglo XIII. Se construyeron bóvedas sencillas y techumbre de madera en la nave central; todo ello fue sustituido en 1632 por bóvedas de lunetos. También fue cambiada la nave central en el siglo XVIII con una cornisa añadida, corrida sobre capiteles y se añadió la reja (una obra de arte de rejería) para aislar la clausura de los tramos destinados a parroquia. No se hicieron cambios en el exterior, donde se puede ver una de las más austeras construcciones de la arquitectura del Císter, con grandes contrafuertes en el doble muro.
Tiene planta de tres naves y crucero con cinco capillas absidiales con arcos apuntados y bóvedas de sencilla crucería. De los cinco ábsides, el del centro es semicircular y los otros cuatro son de planta rectangular, un modelo cisterciense que se siguió también en el monasterio de Santa María de Matallana (Valladolid).

#### Interior
- La capilla mayor se halla cubierta por un retablo barroco de Félix Malo (de Calatayud), realizado en 1766. A ambos lados del retablo están colocadas unas urnas de mármol de Calatorao, del siglo XVII, con los restos del obispo Jiménez de Rada y del abad Martín de Finojosa. A los lados de la capilla se encuentran los sepulcros de los duques de Medinaceli, de 1632. En los muros del presbiterio hay grandes frescos del siglo XVIII que representan escenas de la batalla de las Navas de Tolosa.

- En el brazo sur del crucero se pueden ver dos grandes óleos de Alfonso VII y Alfonso VIII, también del siglo XVIII. Hay asimismo dos sepulcros románicos de la familia Finojosa. El crucero da acceso a la capilla ochavada de Nuestra Señora del Destierro, construida entre 1747 y 1750, destinada a relicario. Allí se guarda una imagen románica de la Virgen que según la tradición es la que llevaba en su silla de montar Jiménez de Rada en la batalla de las Navas de Tolosa. Es una obra tosca y desproporcionada, de principios del siglo XIII. Igualmente se guarda el báculo de cobre con cabujones que fue hallado en el sepulcro del abad Martín de Finojosa. Por el brazo norte se pasa a la torre, edificada en el siglo XII, que tiene un chapitel añadido en el XVII. Desde la torre se accede a una dependencia que en el siglo XIII fue sala capitular, con entrada desde el claustro y que en el XVI se transformó en sacristía. Más al norte está la capilla de Profundis a la que se llega desde el claustro. Allí se exponían y velaban los cadáveres de los monjes hasta el momento de ser enterrados. Anteriormente parece ser que era un lugar de trabajo o biblioteca. El coro alto tiene una buena sillería de nogal fabricada en la segunda mitad del siglo XVI.

## El refectorio

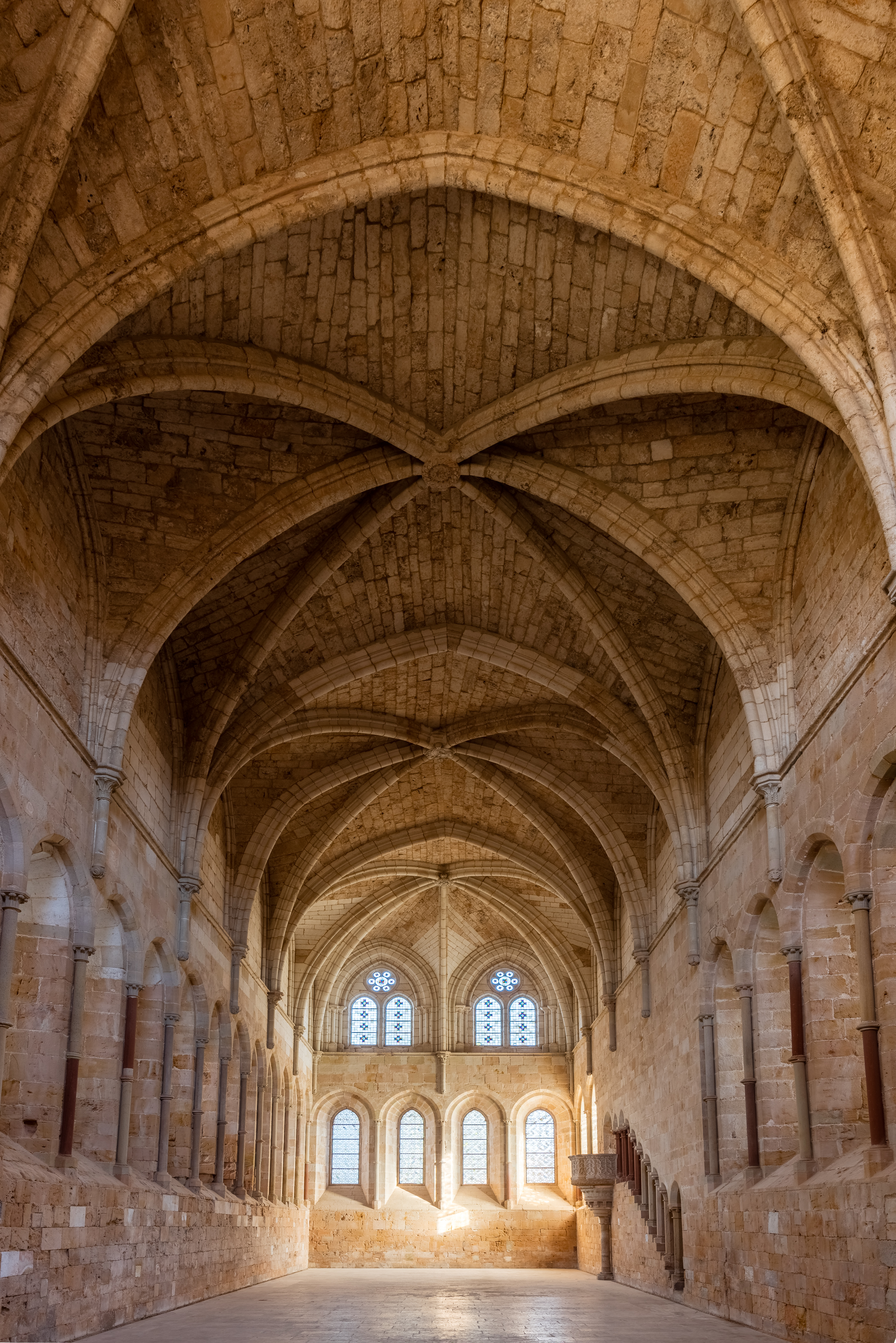
Vista del refectorio

En el muro norte se halla la fachada del refectorio, del siglo XII, que presenta un frontón con rosetón y una puerta con arquivolta muy parecida a la puerta principal de la iglesia. El refectorio es la obra maestra del monasterio. Se empezó a construir en 1215 a expensas de Martín Nuño de Finojosa, sobrino del abad Finojosa. Se trata de una gran nave con bóvedas sexpartitas y con bellos ventanales de arco apuntado que proporcionan mucha luz a la estancia. En uno de los muros se construyó la escalera embutida en la pared, cubierta por bóveda en rampa, que da acceso a la tribuna o púlpito desde el que un monje leía a sus compañeros algún libro piadoso mientras comían. El historiador español de arte Vicente Lampérez y Romea asegura que se trata del ejemplar más bello y amplio de todos los conocidos en España y que puede muy bien competir con los más hermosos de la Europa monástica. El historiador francés Elie Lambert hace unas declaraciones semejantes.
Este refectorio se comunica con una monumental cocina que tiene en el centro un inmenso hogar cuadrado, apoyado en cuatro arcos apuntados, interesantísimo ejemplar de tipo español.

## Los claustros
Desde la nave izquierda de la iglesia se accede, por una puerta que se abrió en el siglo XII, al claustro llamado de los Caballeros; tomó este nombre porque fue lugar de enterramiento de familias de la nobleza y personas ilustres. Es un buen ejemplo de claustro gótico cisterciense.

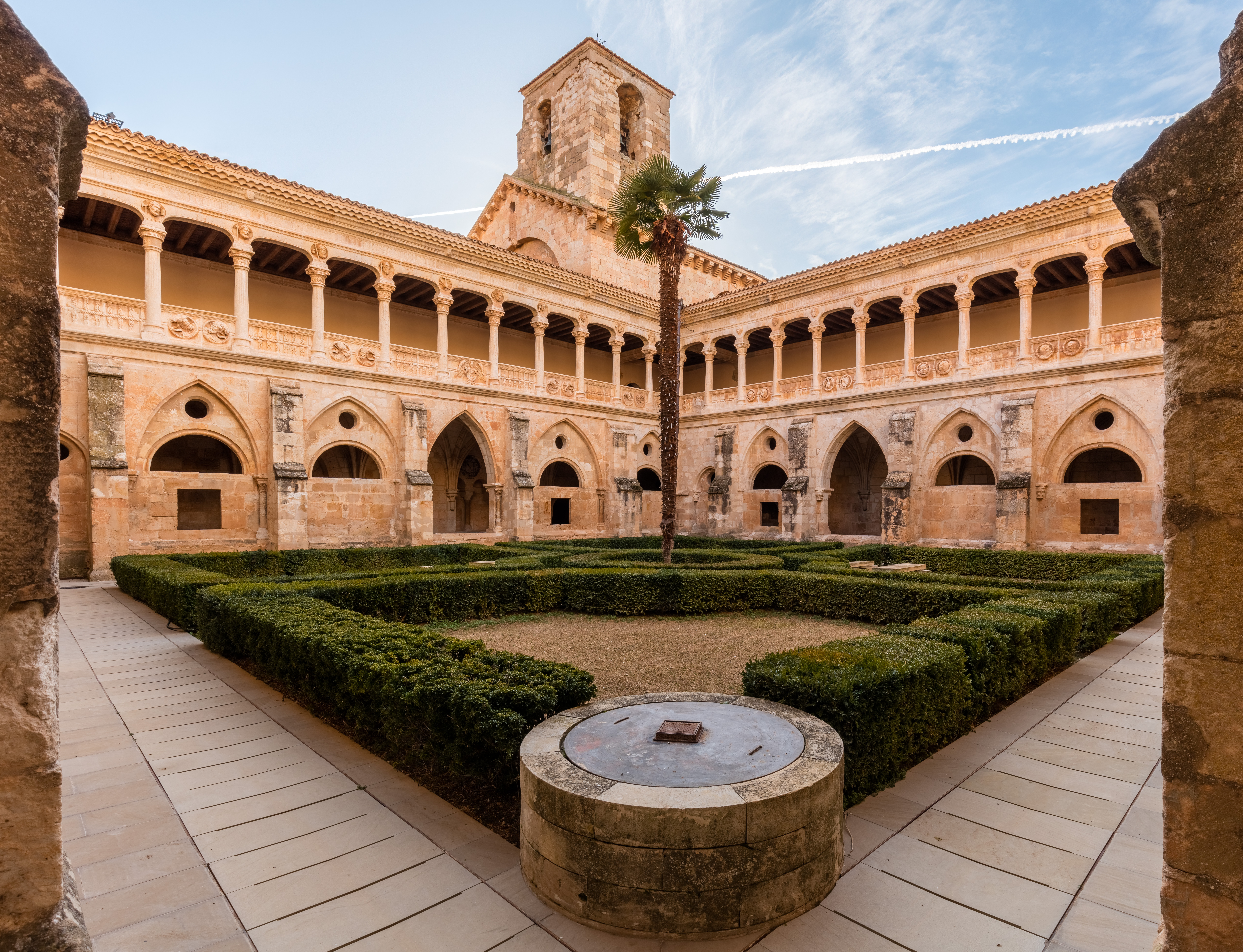
Vista del claustro gótico/plateresco y de la torre.

Desde el claustro bajo de los Caballeros se asciende a la parte superior por una magnífica escalera de honor construida en 1600, que desemboca en el claustro alto, obra renacentista que se empezó a construir en 1533 y se terminó en 1547. Las galerías de este claustro presentan arcos muy rebajados y balaustres y una ornamentación de medallones que dan nombre a cada una de ellas:
- Galería de Reyes (a partir de Enrique I)
- Galería de Apóstoles
- Galería de Adalides (caudillos militares)
- Galería de Profetas

Por el interior de estas galerías pueden verse en determinados espacios los bustos de algunos monjes del monasterio que se destacaron por su virtud o por alguna otra cuestión.
Desde el claustro alto se accede a la biblioteca del siglo XII. Es un amplio salón decorado al gusto del siglo XVII. Se sabe que guardaba alrededor de 4000 volúmenes, muchos de los cuales se conservan en la biblioteca pública de Soria.
Desde el claustro bajo se puede llegar al otro claustro llamado de la Hospedería, obra de estilo herreriano, construida aproximadamente hacia 1582. Uno de los laterales tenía las estancias destinadas a los peregrinos que iban Camino de Santiago. 
La sala capitular de este claustro es del siglo XII; se la conocía desde antiguo con el nombre de caballeriza de Alfonso VIII. Los historiadores consideran un error tal denominación a juzgar por su estructura y ornamentación, pero se desconoce su destino. En el ala occidental se encontraban el lagar y el granero.

## Galería

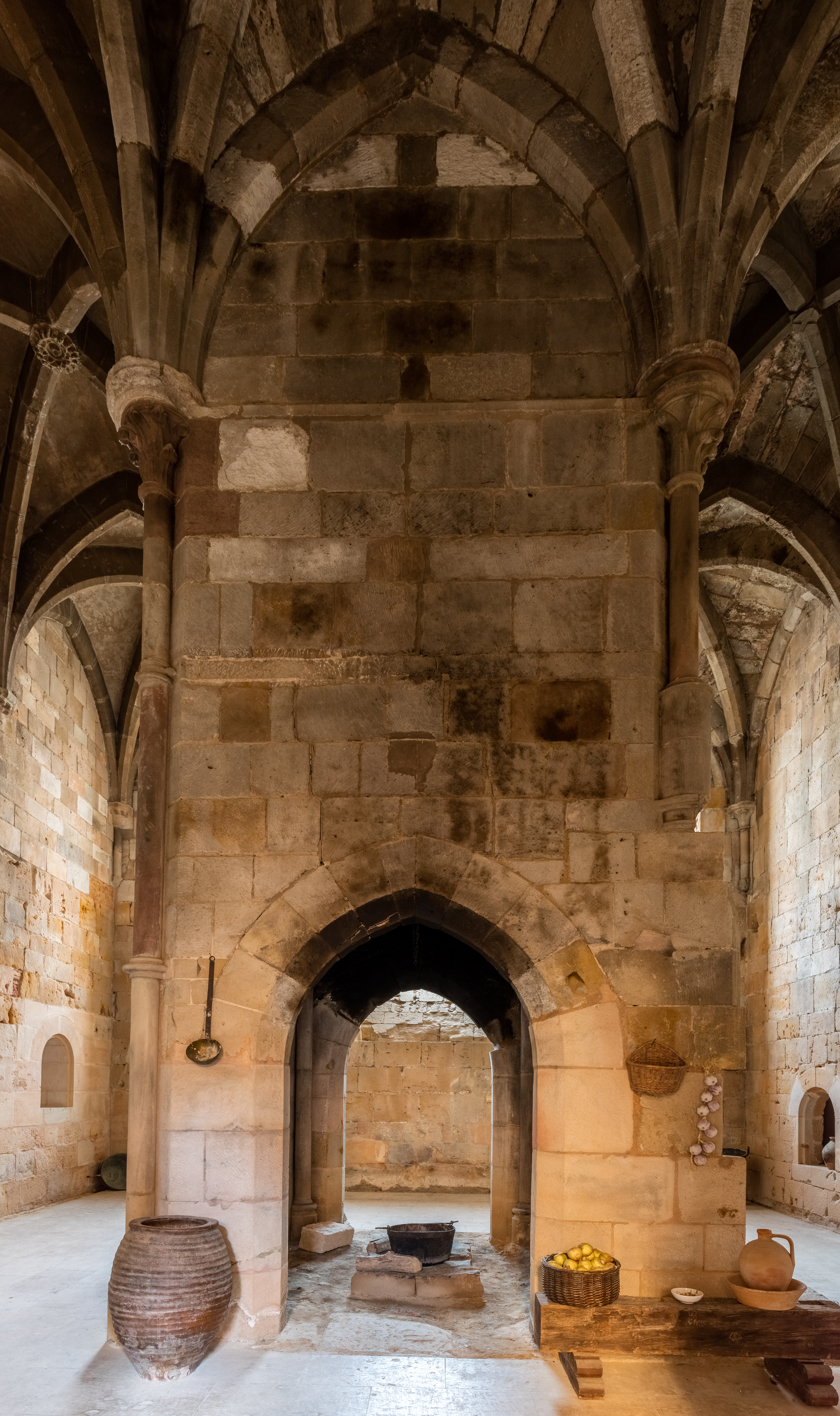
Cocina
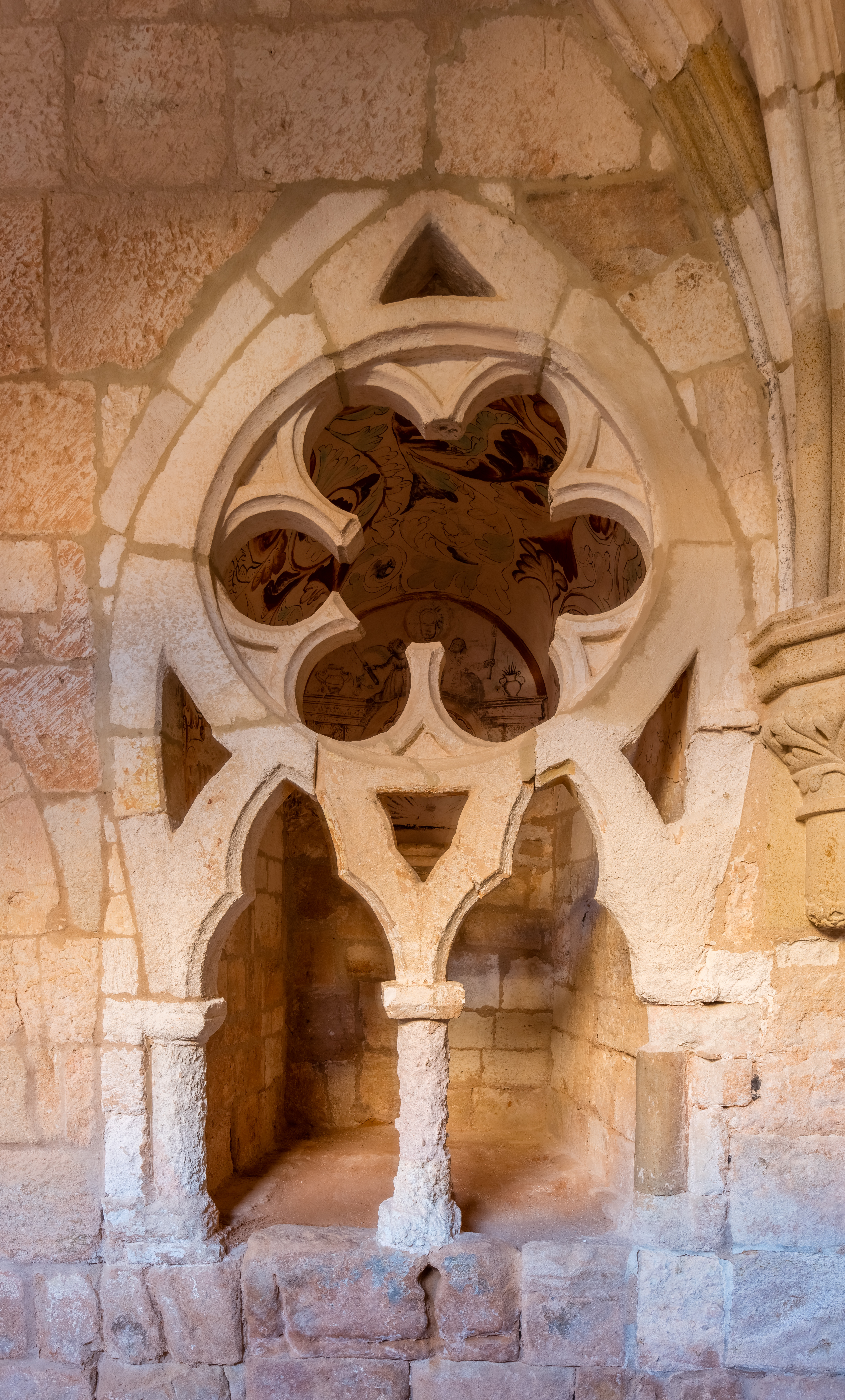
Ventana en los pasillos del claustro
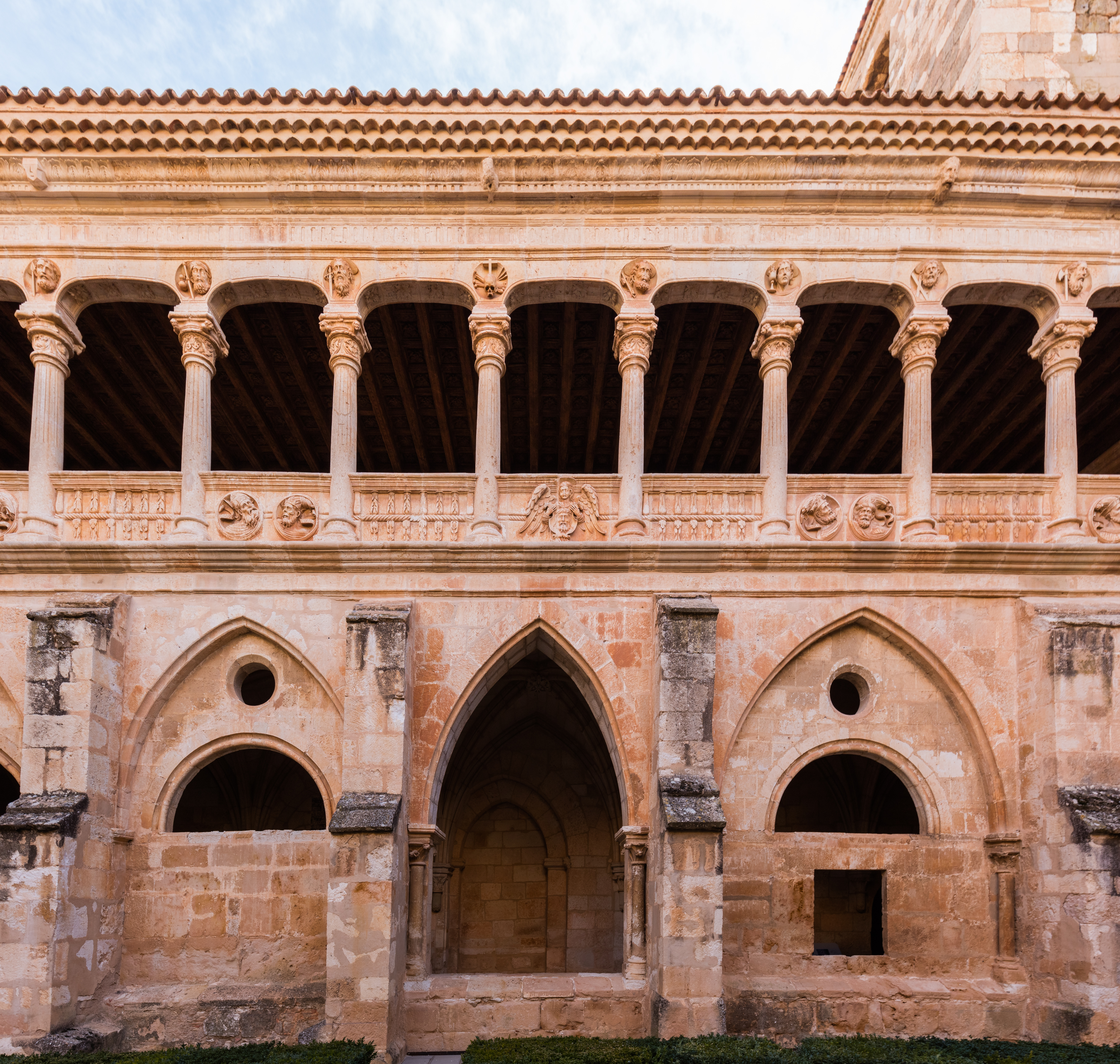
Detalle del claustro
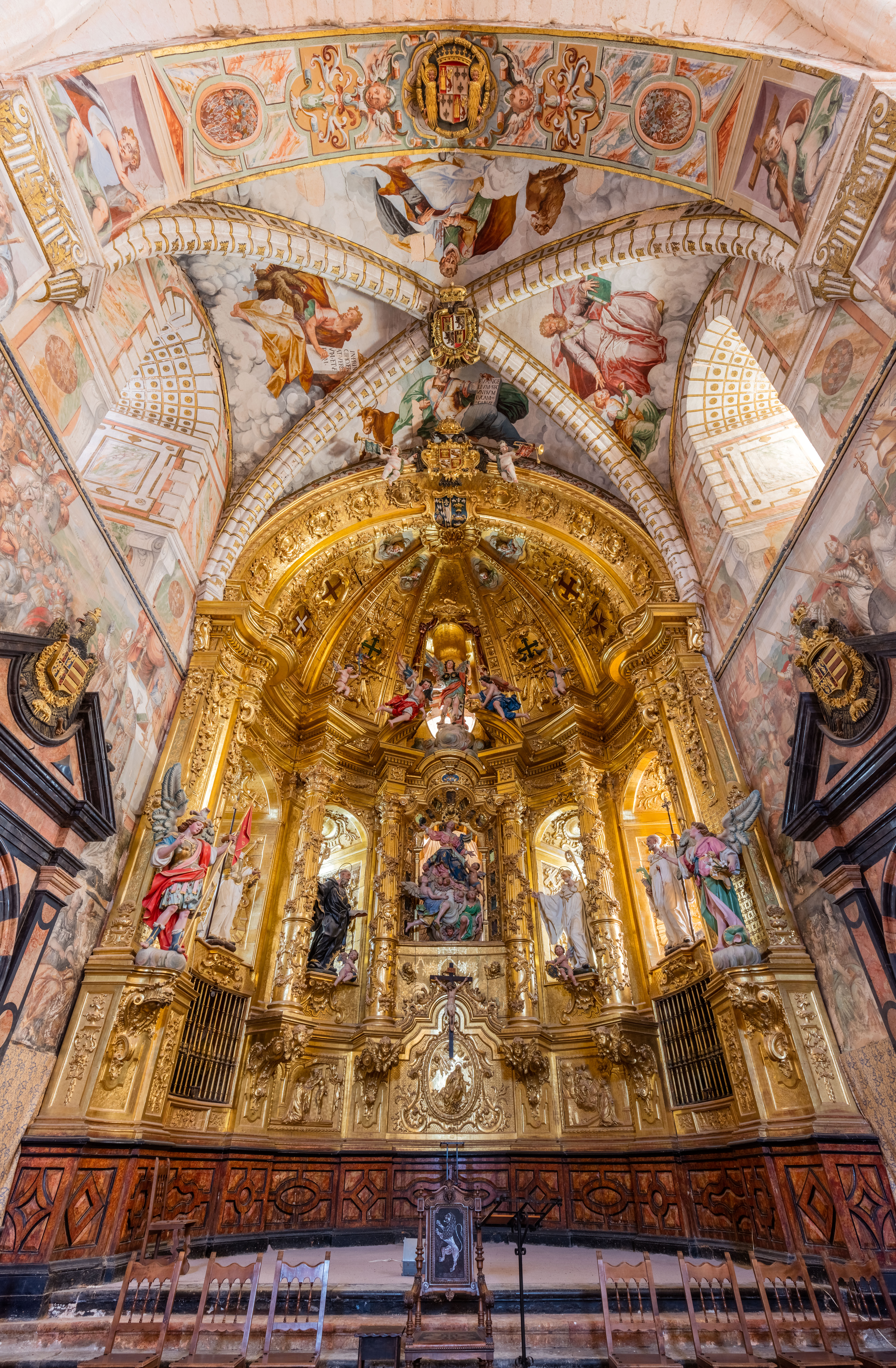
Retablo de la iglesia
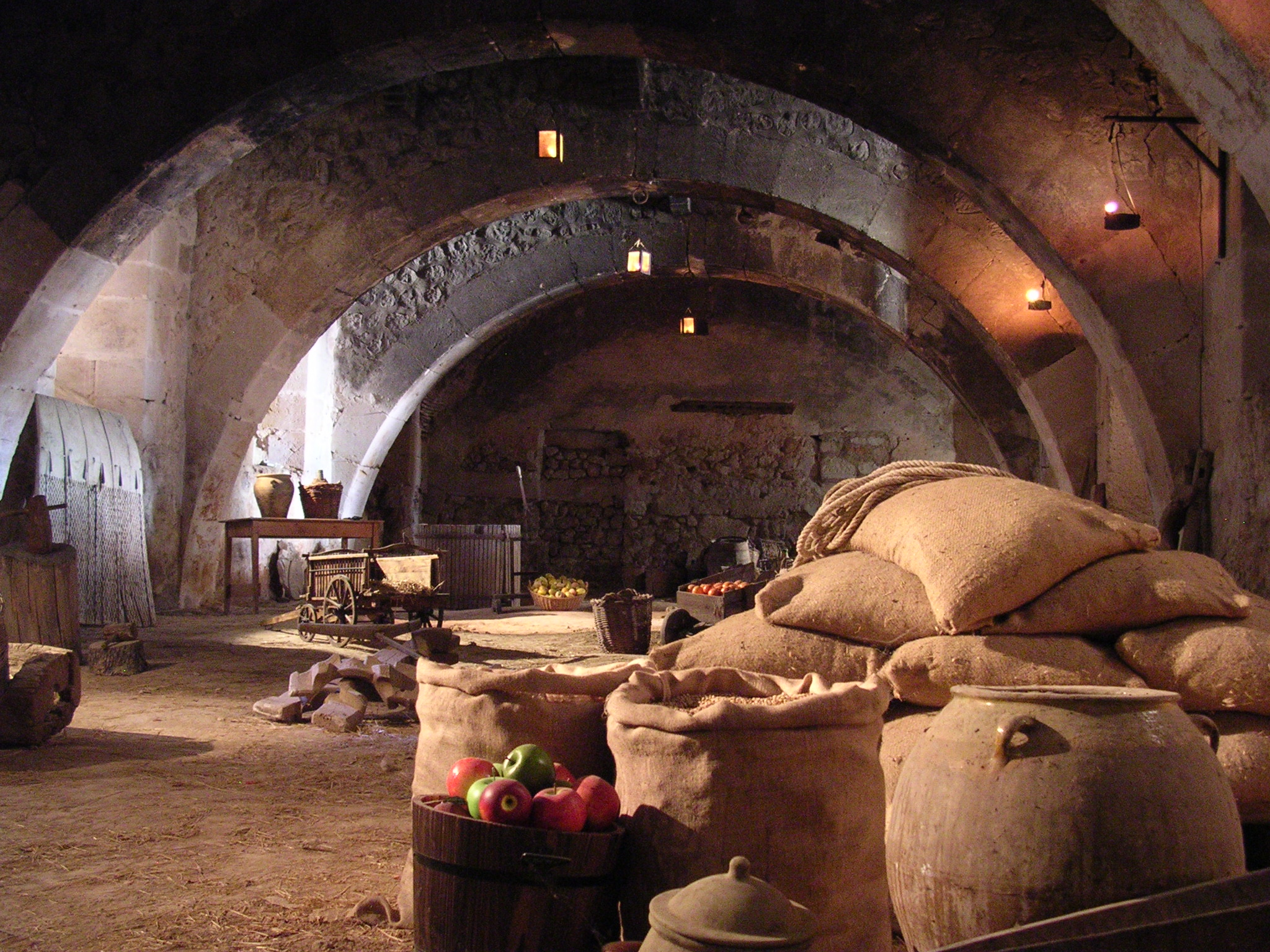
Antiguo almacén o cilla del monasterio cisterciense de Santa María de Huerta
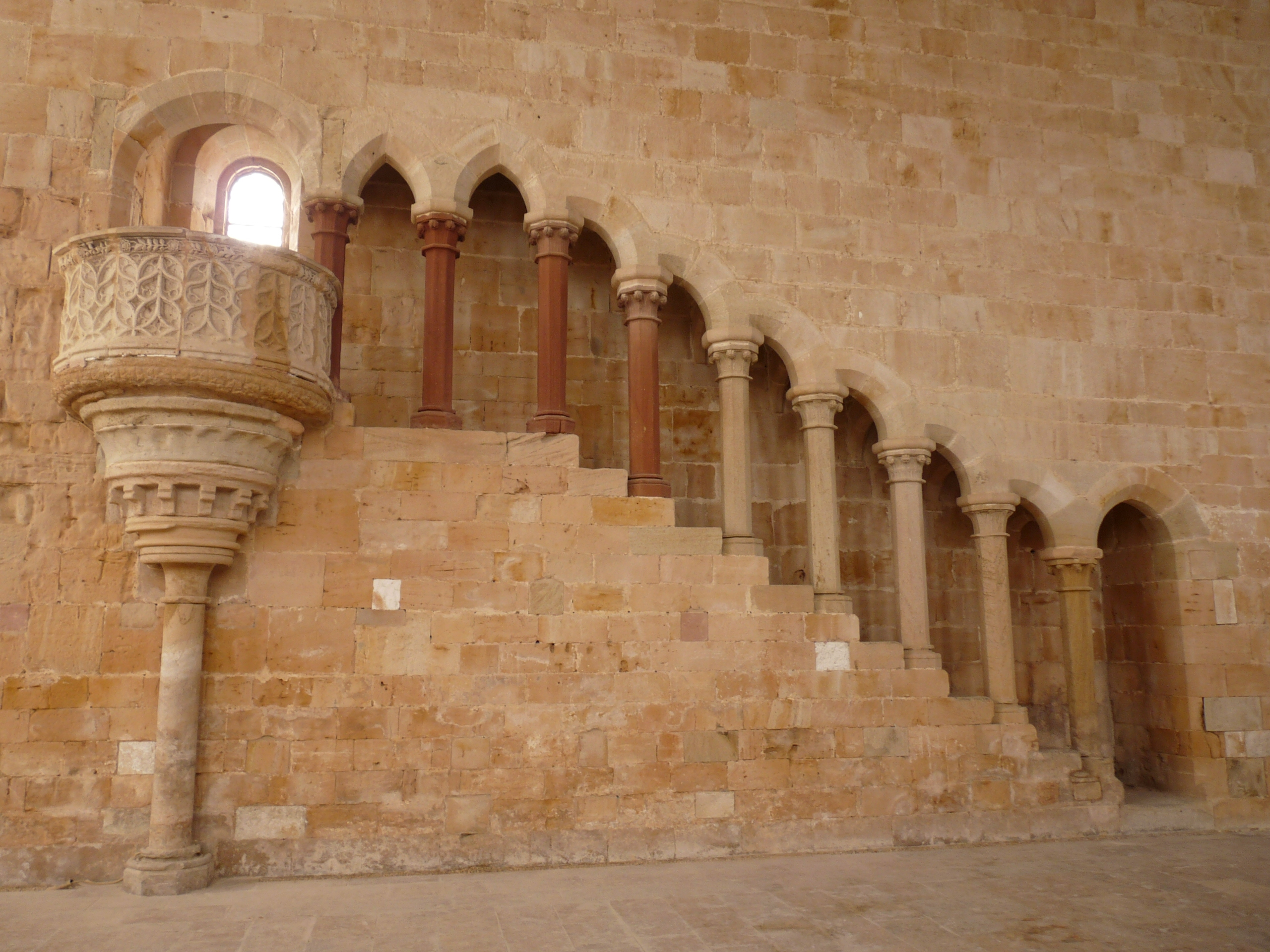
Púlpito del refectorio